# Skabersjö kyrka
Skabersjö kyrka är en kyrkobyggnad i Skabersjöby. Den är församlingskyrka i Värby församling i Lunds stift.

## Historik
Kyrkan uppfördes under 1100-talet. Den bestod ursprungligen av absid, kor och långhus. Tornet tillkom senare, så också den stora tillbyggnaden åt norr som uppfördes 1745. Interiört är långhuset försett med två kryssvalv från 1400-talet medan koret har ett romanskt tunnvalv. Tunnvalvet är ett av endast få bevarade av denna tidiga typ i Skåne. 1682 omtalas kyrkans bristfälligheter varvid kyrkan nämns ”meth it fladt torn”, alltså ett torn utan spira. Då omtalas också ett numera försvunnet vapenhus.
Tillbygget mot norr restes som gravkor till ätten Thott på Skabersjö, vilka innehade patronatsrätten till kyrkan. Utvändigt ses årtalet 1745 samt initialerna OT och CK (Otto Thott och Christine Kaas). 1828 omtalas att ”Grafchor finnes i Kyrkan för Thottska Familjen”. Detta gravkor uppläts senare till allmänheten, då det var för fuktigt för kistorna. I stället inrättade släkten Thott den speciella Thottska kyrkogården söder om kyrkobyggnaden.
1896 restaurerades kyrkan under ledning av A.W. Lundberg varvid bl.a. fönstren förstorades. Fönsterglasen var påkostade och importerades från ”Kongelig Bayrisk Hofglasmaleri F X Zettler i Munchen”.
På den södra långhusmurens utsida sitter en äldre solvisare samt en praktfull gravsten över kyrkoherden Michael Petreius som dog 1642.
På kyrkogårdens södra sida finns ett större, med stenmur avskiljt område för gravar tillhörande den Thottska släkten. Samtliga gravvårdar utgörs av gjutjärnskors.

## Inventarier
Altaruppsatsen är tillverkad 1771 av slottsarkitekten Adolf Fredrik Barnekow som var svåger till greve Tage Thott (landshövding) på Skabersjö. Den ersatte då en altaruppsats som 1586 uppsatts av kyrkans dåvarande patronus Holger Ulfstand på Skabersjö. Året innan uppsattes den alltjämt bevarade predikstolen.
Dopfunten skänktes till kyrkan julafton 1922 av grevinnan Augusta Thott.
Ett flertal porträtt av kyrkans präster pryder väggarna. 
I kyrktornet hänger tre kyrkklockor. Äldsta klockan är från 1300-talet.

### Orgel
- 1815 byggde Carl Grönvall, Hyby en orgel med 5 stämmor.
- 1896 byggde Salomon Molander & Co, Göteborg en orgel med 6 stämmor.
- Den nuvarande orgeln byggdes 1963 av A. Mårtenssons orgelfabrik AB, Lund och är en mekanisk orgel.

| Huvudverk I     | Svällverk II      | Pedal      | Koppel |
| Rörflöjt 8'     | Spetsgamba 8´     | Subbas 16´ | I/P    |
| Principal 4'    | Nachthorn 4'      | Oktava 8'  | II/P   |
| Täckflöjt 4'    | Koppelflöjt 4'    |            | II/I   |
| Blockflöjt 2'   | Principal 2'      |            |        |
| Mixtur 3-4 chor | Kvinta 1 1/3'     |            |        |
|                 | Crescendosvällare |            |        |

## Prästerskapet
Herren till Skabersjö var kyrkans patronus vilket bland annat betydde att han tillsatte kyrkans präster. Till församlingen hörde 1569 44 tiondegivare som tillsammans i tionde gav 5 pund råg, 6 pund korn, 10 tunnor havre, 15 lamm och 24 gäss. Till kyrkoherdens intäkter hörde också 18 mark i så kallat offer, 4 pund helgonskyldskorn, påskmaten och pengar från vigslar, kyrkogångstillfällen och jordfästningar. Fru Thale Ulfstand på Skabersjö skänkte 1598 som prästgård ett helt hemman i Skabersjö by.
Jörgen Faxe var kyrkoherde 1642-1681. Han och hans familj finns porträtterade på ett epitafium i kyrkan. Med sina två hustrur Dorotea Hermansdotter, död 1653, och Helena Jakobsdotter, död 1705, hade han tolv barn varav fyra avbildas som lindebarn, det vill säga de har avlidit i späd ålder. Vid svenska arméns belägring av Malmö 1644-1645 utplundrades hans hem av svenska soldater. Vid det stora skånska kriget 1676-1679 plundrade snapphanar prästgården som sedan uppbrändes. Som kyrkoherde för en av de mäktigaste skånska adelssläkterna i en brytningstid mellan danskt och svenskt hade han en svår roll. På sin dödsbädd 1681 uppmanade han sonen med orden ”Min käre son, vad du bliver, så bli aldrig prost, det är en slem ting.”

## Galleri

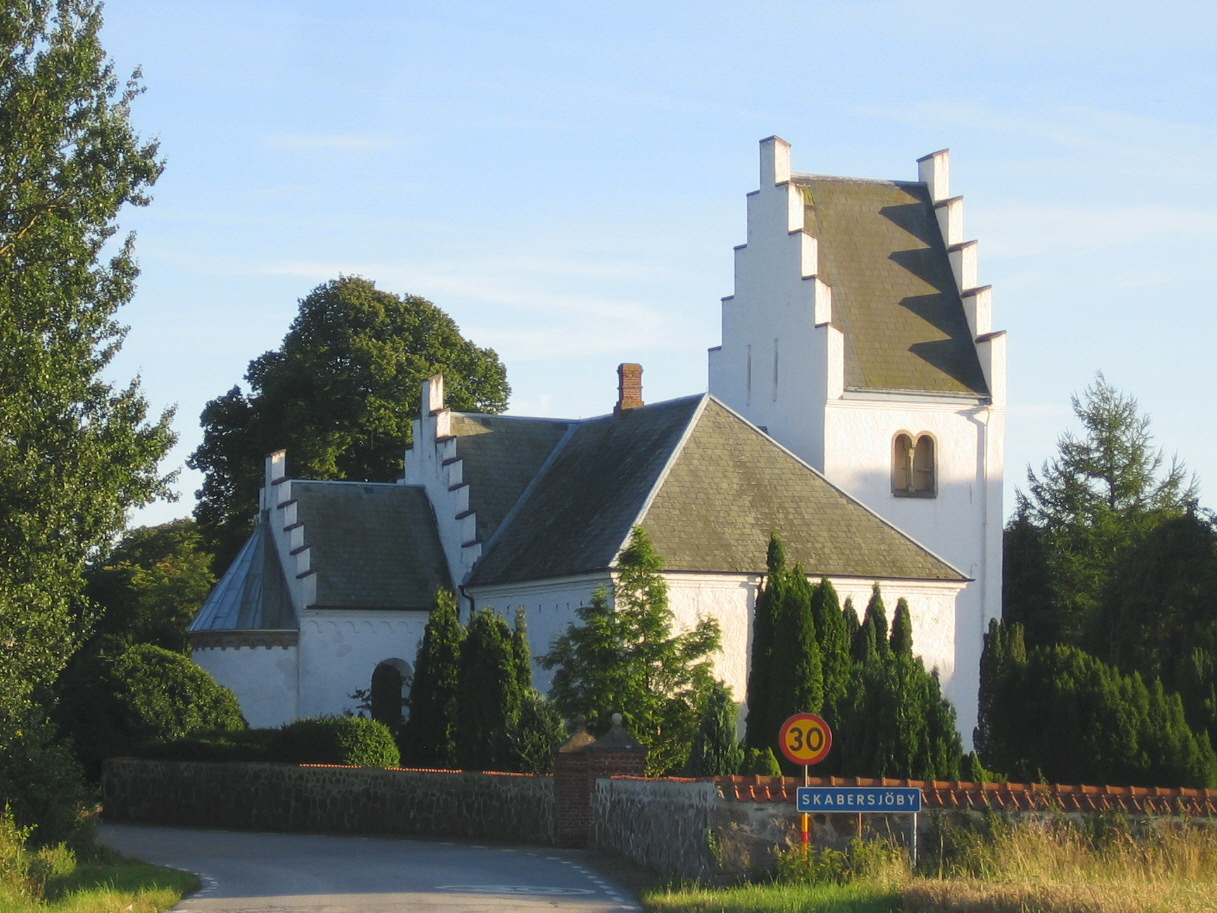
Skabersjö kyrka från norr.
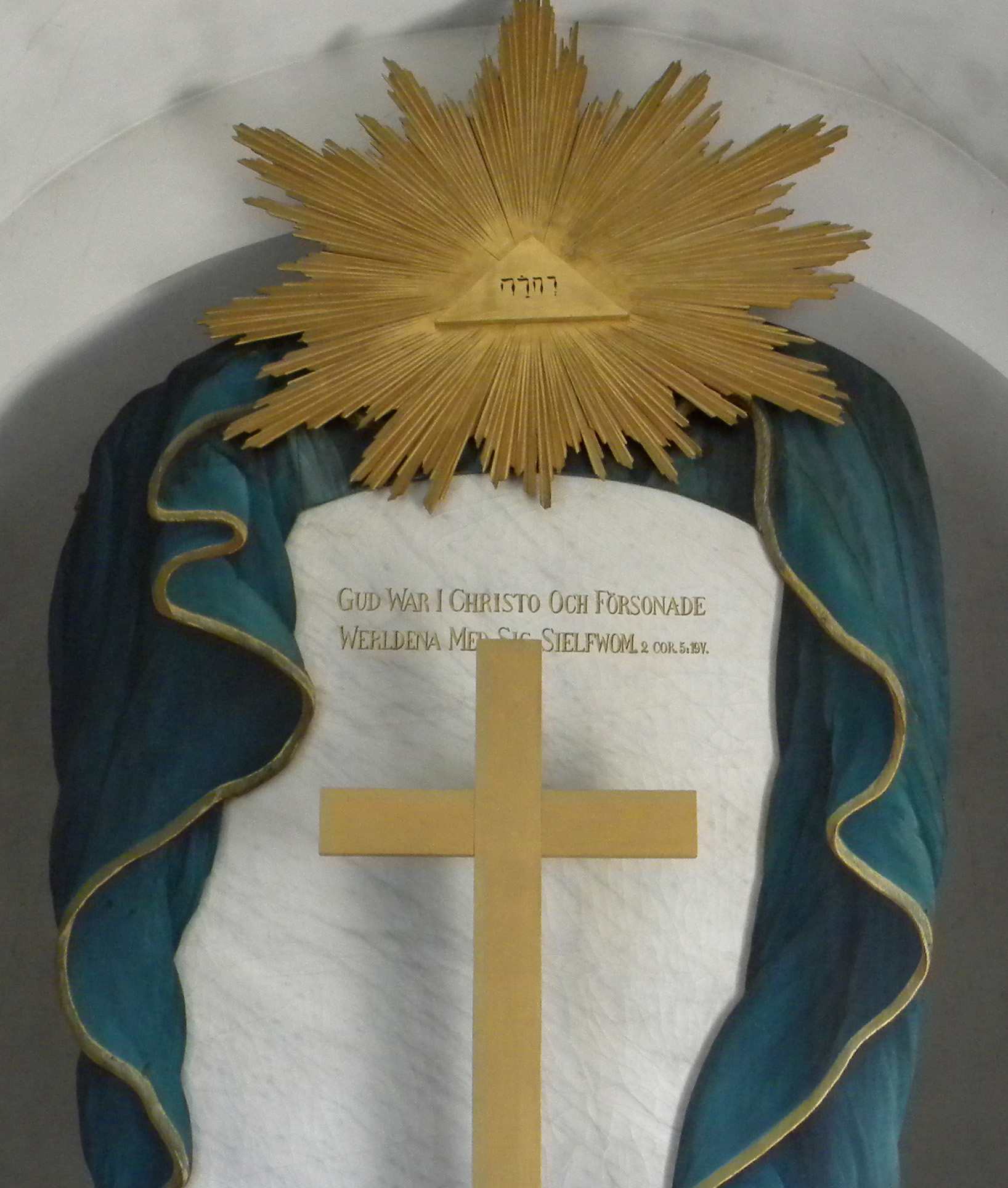
Altarets solsymbol med tetragrammet JHWH.
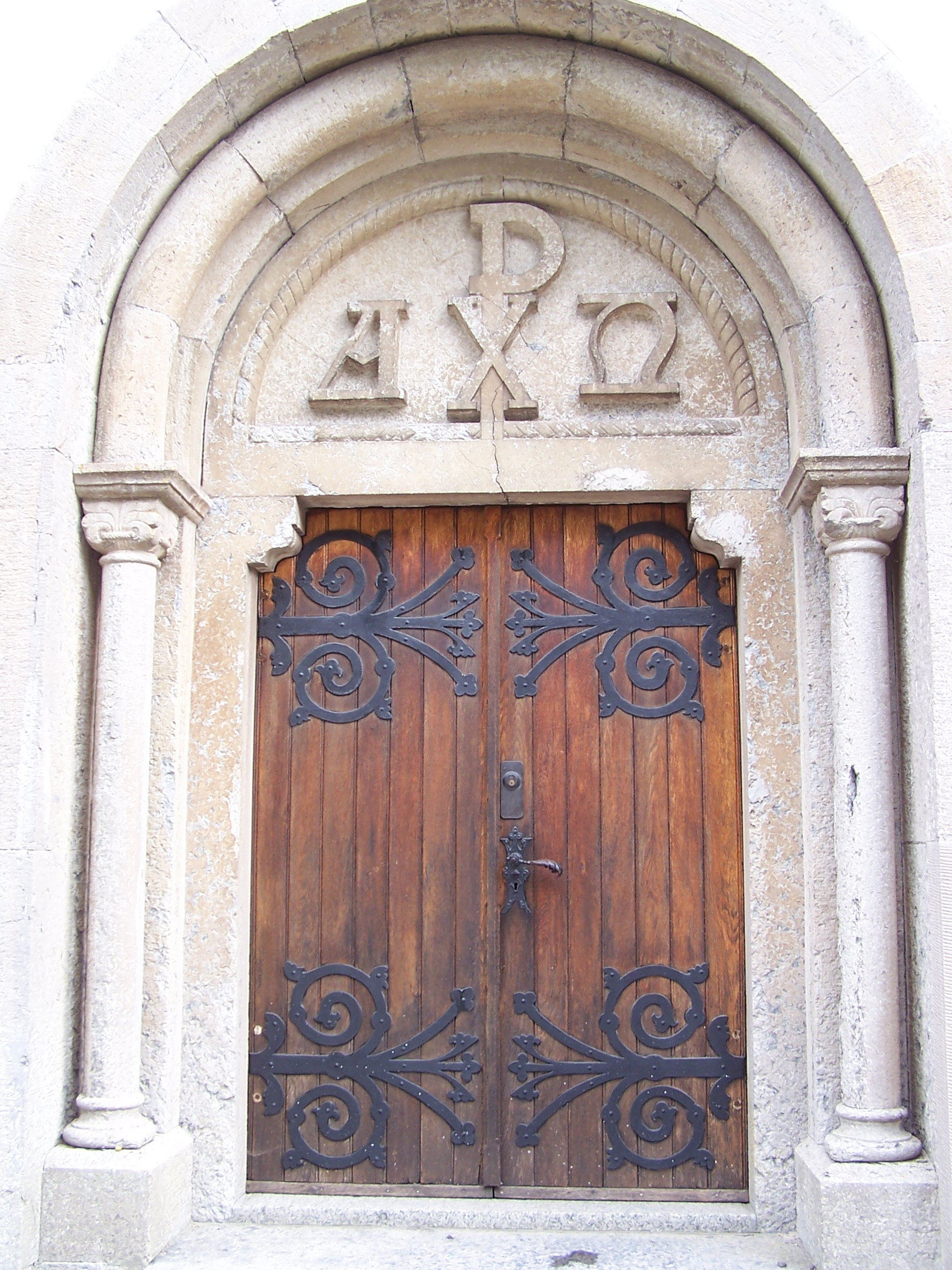
Kyrkporten i tornet.
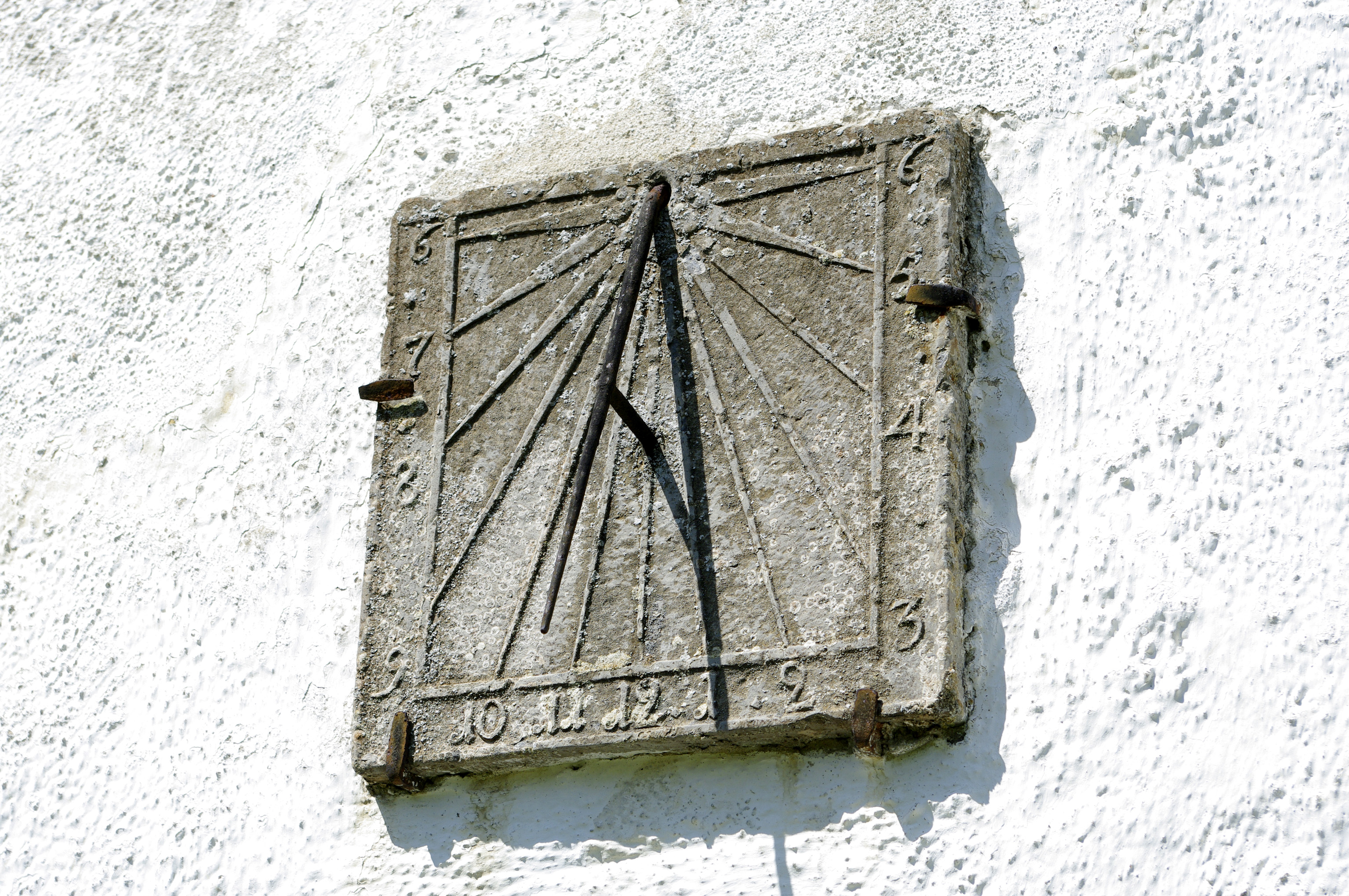
Soluret på södra långhusmuren.
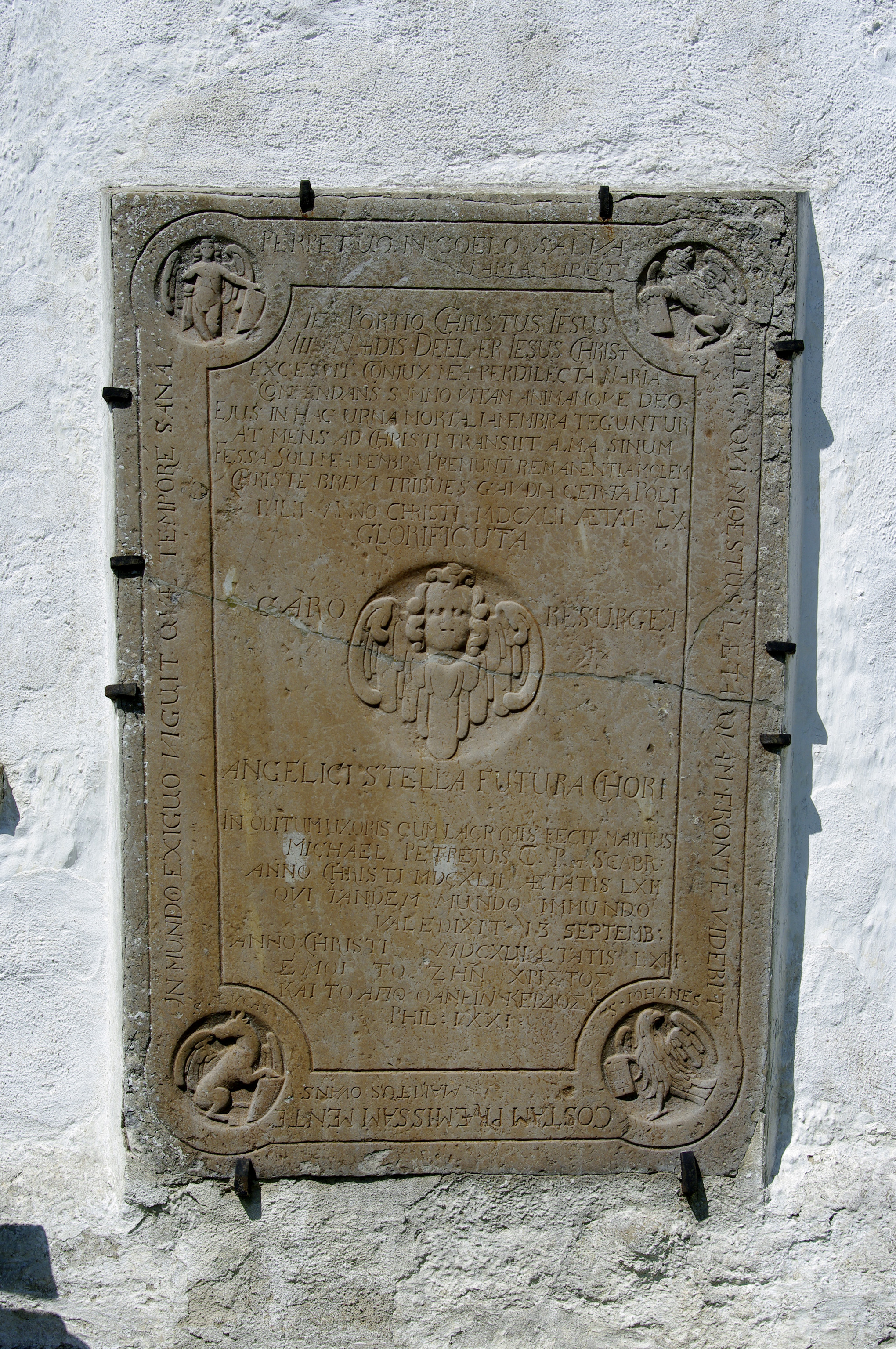
Gravsten över Michael Petreius.
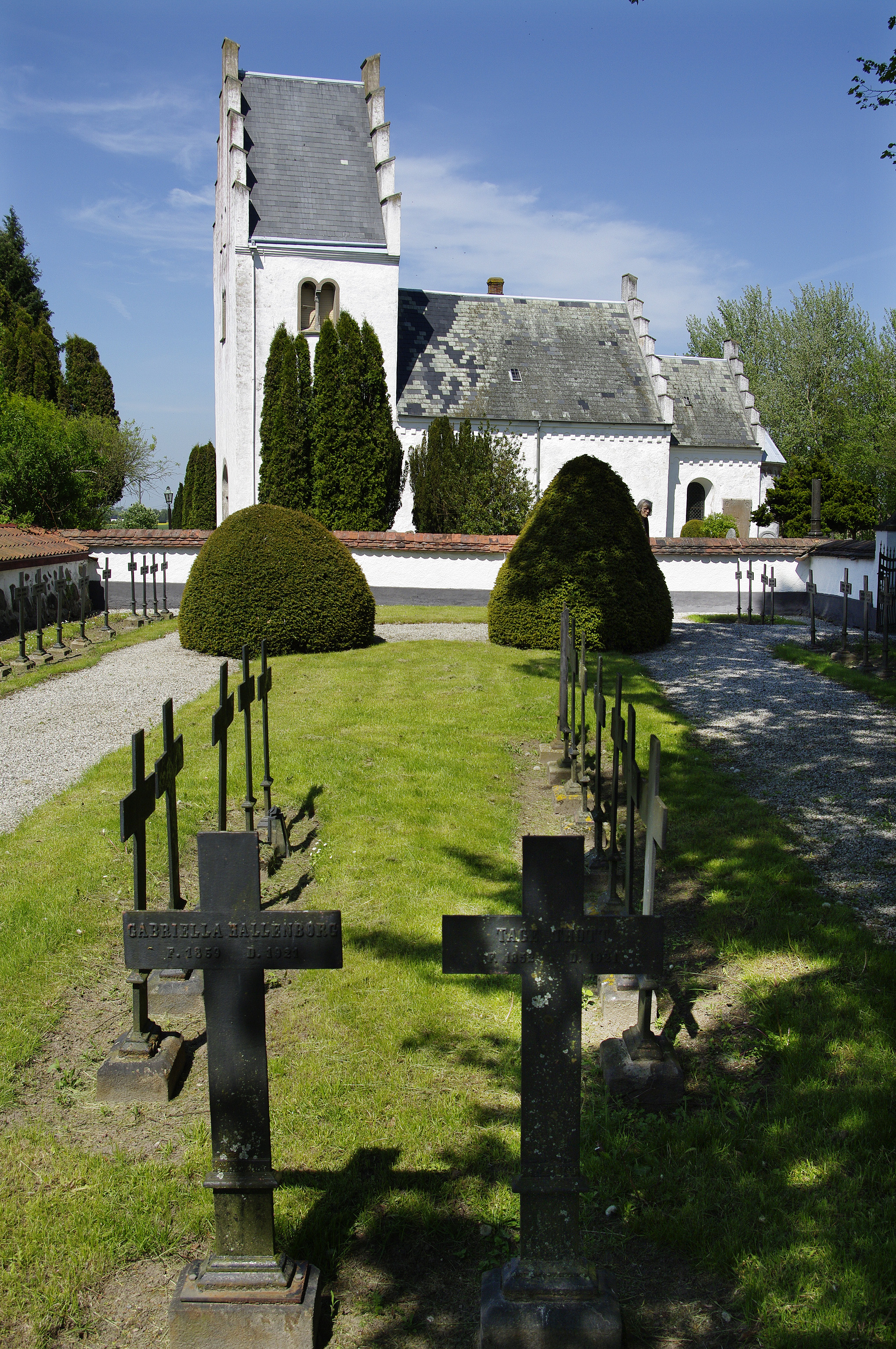
Den Thottska delen av kyrkogården.
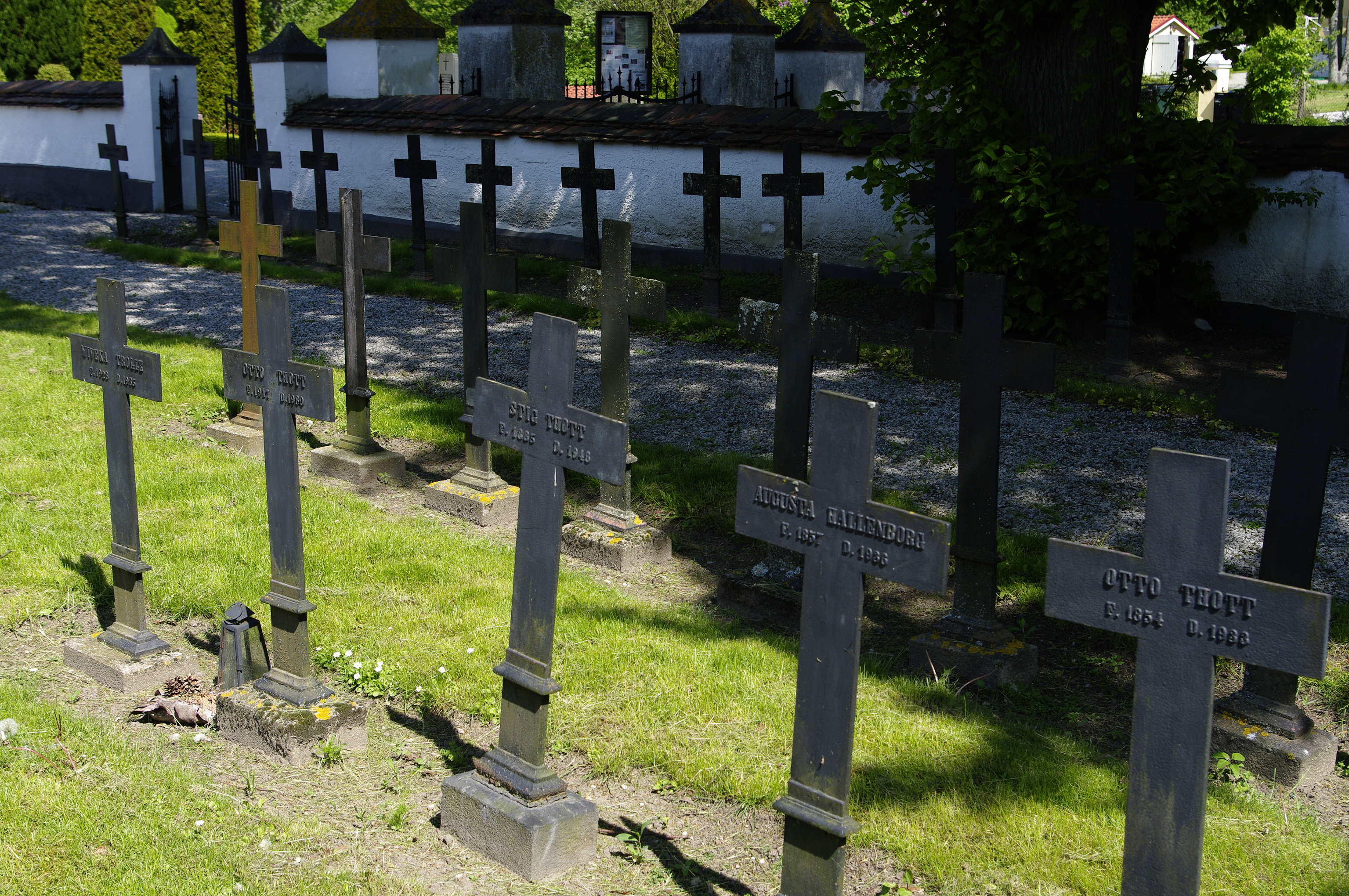
Den Thottska delen av kyrkogården.